# Élections législatives de 2002 dans les Hautes-Pyrénées
Les élections législatives françaises de 2002 se déroulent les 9 juin et 16 juin 2002. Dans le département des Hautes-Pyrénées, trois députés sont à élire dans le cadre de trois circonscriptions.

## Élus
| Circonscription | Député sortant                                   | Parti  | Parti  | Député élu ou réélu   | Parti | Parti |
| --------------- | ------------------------------------------------ | ------ | ------ | --------------------- | ----- | ----- |
| 1re             | Pierre Forgues                                   |        | PS     | Pierre Forgues        |       | PS    |
| 2e              | Vacant                                           | Vacant | Vacant | Chantal Robin-Rodrigo |       | PRG   |
| 3e              | Chantal Robin-Rodrigo suppléante de Jean Glavany |        | PS     | Jean Glavany          |       | PS    |

## Résultats

### Résultats à l'échelle du département
| Parti                                               | Parti                               | Premier tour | Premier tour | Second tour | Second tour | Sièges |
| Parti                                               | Parti                               | Voix         | %            | Voix        | %           | Sièges |
| --------------------------------------------------- | ----------------------------------- | ------------ | ------------ | ----------- | ----------- | ------ |
|                                                     | Parti socialiste                    | 29 639       | 26,52        | 39 688      | 36,75       | 2      |
|                                                     | Parti radical de gauche             | 15 250       | 13,64        | 20 578      | 19,06       | 1      |
|                                                     | Parti communiste français           | 6 661        | 5,96         |             |             | 0      |
|                                                     | Les Verts                           | 2 484        | 2,22         | 0           |             |        |
|                                                     | Divers gauche                       | 635          | 0,57         | 0           |             |        |
|                                                     | Gauche parlementaire                | 54 669       | 48,91        | 60 266      | 55,81       | 3      |
|                                                     |                                     |              |              |             |             |        |
|                                                     | Union pour un mouvement populaire   | 36 314       | 32,49        | 47 714      | 44,19       | 0      |
|                                                     | Mouvement pour la France            | 869          | 0,78         |             |             | 0      |
|                                                     | Majorité présidentielle             | 37 183       | 33,27        | 47 714      | 44,19       | 0      |
|                                                     |                                     |              |              |             |             |        |
|                                                     | Front national                      | 8 142        | 7,28         |             |             | 0      |
|                                                     | Chasse, pêche, nature et traditions | 5 011        | 4,48         | 0           |             |        |
|                                                     | Extrême gauche dont LCR, LO et PT   | 3 749        | 3,35         | 0           |             |        |
|                                                     | Divers écologiste dont MÉI et GÉ    | 1 623        | 1,45         | 0           |             |        |
|                                                     | Mouvement national républicain      | 750          | 0,67         | 0           |             |        |
|                                                     | Divers                              | 643          | 0,58         | 0           |             |        |
|                                                     |                                     |              |              |             |             |        |
| Inscrits                                            | Inscrits                            | 169 480      | 100,00       | 169 474     | 100,00      | 3      |
| Abstentions                                         | Abstentions                         | 52 951       | 31,24        | 56 281      | 33,21       |        |
| Votants                                             | Votants                             | 116 529      | 68,76        | 113 193     | 66,79       |        |
| Blancs et nuls                                      | Blancs et nuls                      | 4 759        | 4,08         | 5 213       | 4,61        |        |
| Exprimés                                            | Exprimés                            | 111 770      | 95,92        | 107 980     | 95,39       |        |
| Source : Ministère de l'Intérieur - Hautes-Pyrénées |                                     |              |              |             |             |        |

### Résultats par circonscription

#### Première circonscription (Bagnères-de-Bigorre)
| Candidat       | Candidat                     | Parti          | Premier tour | Premier tour | Second tour | Second tour |  |
| Candidat       | Candidat                     | Parti          | Voix         | %            | Voix        | %           |  |
| -------------- | ---------------------------- | -------------- | ------------ | ------------ | ----------- | ----------- |  |
|                | Pierre Forgues sortant réélu | PS (PRG)       | 15 802       | 41,22        | 20 929      | 57,62       |  |
|                | Patrick Butor                | UMP            | 11 251       | 29,35        | 15 394      | 42,38       |  |
|                | Christiane Fourcade          | FN             | 2 518        | 6,57         |             |             |  |
|                | Bernard Dupin                | CPNT           | 2 340        | 6,1          |             |             |  |
|                | Michel Cassagne              | PCF            | 2 262        | 5,9          |             |             |  |
|                | Sandra Ipas                  | LCR            | 1 024        | 2,67         |             |             |  |
|                | Olivier Clement-Bollée       | Les Verts      | 831          | 2,17         |             |             |  |
|                | Thierry Delattre             | MÉI            | 457          | 1,19         |             |             |  |
|                | Andrée Chenuaud              | MPF            | 437          | 1,14         |             |             |  |
|                | Maria Saez                   | LO             | 403          | 1,05         |             |             |  |
|                | Jean-Marie Barrère           | MNR            | 352          | 0,92         |             |             |  |
|                | Marie-Pierre Dufetelle       | GÉ             | 224          | 0,57         |             |             |  |
|                | Roland Laporte               | ND             | 217          | 0,57         |             |             |  |
|                | Jean-Claude Duvois           | Divers         | 171          | 0,45         |             |             |  |
|                | Patricia Cazeaux             | Divers         | 50           | 0,13         |             |             |  |
|                |                              |                |              |              |             |             |  |
| Inscrits       | Inscrits                     | Inscrits       | 59 171       | 100,00       | 59 173      | 100,00      |  |
| Abstentions    | Abstentions                  | Abstentions    | 19 428       | 32,83        | 20 697      | 34,98       |  |
| Votants        | Votants                      | Votants        | 39 743       | 67,17        | 38 476      | 65,02       |  |
| Blancs et nuls | Blancs et nuls               | Blancs et nuls | 1 404        | 3,53         | 2 153       | 5,6         |  |
| Exprimés       | Exprimés                     | Exprimés       | 38 339       | 96,47        | 36 323      | 94,4        |  |

#### Deuxième circonscription (Tarbes - Lourdes)
| Candidat       | Candidat                   | Parti          | Premier tour | Premier tour | Second tour | Second tour |  |
| Candidat       | Candidat                   | Parti          | Voix         | %            | Voix        | %           |  |
| -------------- | -------------------------- | -------------- | ------------ | ------------ | ----------- | ----------- |  |
|                | Gérard Trémège             | UMP            | 16 277       | 39,75        | 19 370      | 48,49       |  |
|                | Chantal Robin-Rodrigo élue | PRG (PS)       | 15 250       | 37,24        | 20 578      | 51,51       |  |
|                | Pierre Rey                 | FN             | 2 952        | 7,21         |             |             |  |
|                | Elisabeth Carrère          | PCF            | 1 586        | 3,87         |             |             |  |
|                | Micheline Dallier          | CPNT           | 1 453        | 3,55         |             |             |  |
|                | Christian Agius            | Les Verts      | 1 172        | 2,86         |             |             |  |
|                | Christian Zueras           | LCR            | 810          | 1,98         |             |             |  |
|                | François Meunier           | LO             | 456          | 1,11         |             |             |  |
|                | Albert Danjau              | MÉI            | 309          | 0,75         |             |             |  |
|                | Michel Aguillon            | ND             | 288          | 0,7          |             |             |  |
|                | Ingrid Wuster              | MNR            | 167          | 0,41         |             |             |  |
|                | Emmanuel Hornus            | GÉ             | 160          | 0,39         |             |             |  |
|                | Lionel Cazeaux             | Divers         | 66           | 0,16         |             |             |  |
|                |                            |                |              |              |             |             |  |
| Inscrits       | Inscrits                   | Inscrits       | 60 061       | 100,00       | 60 054      | 100,00      |  |
| Abstentions    | Abstentions                | Abstentions    | 17 979       | 29,93        | 18 474      | 30,76       |  |
| Votants        | Votants                    | Votants        | 42 082       | 70,07        | 41 580      | 69,24       |  |
| Blancs et nuls | Blancs et nuls             | Blancs et nuls | 1 136        | 2,7          | 1 632       | 3,92        |  |
| Exprimés       | Exprimés                   | Exprimés       | 40 946       | 97,3         | 39 948      | 96,08       |  |

#### Troisième circonscription (Tarbes - Vic-en-Bigorre)
| Candidat       | Candidat                   | Parti          | Premier tour | Premier tour | Second tour | Second tour |  |
| Candidat       | Candidat                   | Parti          | Voix         | %            | Voix        | %           |  |
| -------------- | -------------------------- | -------------- | ------------ | ------------ | ----------- | ----------- |  |
|                | Jean Glavany sortant réélu | PS             | 13 837       | 42,60        | 18 759      | 59,16       |  |
|                | Pierre Lagonelle           | UMP            | 8 786        | 27,05        | 12 950      | 40,84       |  |
|                | Marie-Pierre Vieu          | PCF            | 2 813        | 8,66         |             |             |  |
|                | Albert Sauvanet            | FN             | 2 672        | 8,23         |             |             |  |
|                | Christiane Autigeon        | CPNT           | 1 218        | 3,75         |             |             |  |
|                | Jacques Lapalisse          | LCR            | 701          | 2,16         |             |             |  |
|                | Arlette Dubalen            | Les Verts      | 481          | 1,48         |             |             |  |
|                | Robert Duffau              | MPF            | 432          | 1,33         |             |             |  |
|                | Fabrice Bernissa           | Régionaliste   | 356          | 1,10         |             |             |  |
|                | Vincent Combes             | LO             | 355          | 1,09         |             |             |  |
|                | Marie-Pierre Mauhourat     | MÉI            | 309          | 0,95         |             |             |  |
|                | Françoise Daguzan          | MNR            | 231          | 0,71         |             |             |  |
|                | Lydia Aiello               | GÉ             | 164          | 0,50         |             |             |  |
|                | Gilbert Cazaux             | ND             | 130          | 0,40         |             |             |  |
|                |                            |                |              |              |             |             |  |
| Inscrits       | Inscrits                   | Inscrits       | 50 248       | 100,00       | 50 247      | 100,00      |  |
| Abstentions    | Abstentions                | Abstentions    | 15 544       | 30,93        | 17 110      | 34,05       |  |
| Votants        | Votants                    | Votants        | 34 704       | 69,07        | 33 137      | 65,95       |  |
| Blancs et nuls | Blancs et nuls             | Blancs et nuls | 2 219        | 6,39         | 1 428       | 4,31        |  |
| Exprimés       | Exprimés                   | Exprimés       | 32 485       | 93,61        | 31 709      | 95,69       |  |